# فلیسیتی کندال
 فلیسیتی کندال (انگلیسی: Felicity Kendal؛ زادهٔ ۲۵ سپتامبر ۱۹۴۶) یک بازیگر سینما اهل بریتانیا است.
او در فیلم‌های والنتینو، شکسپیر والا و عکس جدایی بازی کرده است.